# Si mon grand frère savait ça !
Pour plus de détails, voir Fiche technique et Distribution.
Si mon grand frère savait ça ! (titre original : Wenn das mein großer Bruder wüßte) est un film autrichien réalisé par Erik Ode, sorti en 1959.

## Synopsis
Parce que sa sœur de 15 ans Conny dérange jalousement chaque rendez-vous, la pop star Fred Carter en a finalement assez : il part en tournée en Amérique et met sa sœur dans un pensionnat à Salzbourg, où elle est censée obtenir son diplôme d'interprète. Un an plus tard, Conny fête ses 16 ans et Fred veut lui rendre visite à l'internat. Cependant, il lui a écrit comme une farce qu'il ne pouvait pas venir et l'a embarrassée devant ses amis, qui ne lui croient pas que Fred est son frère. Conny, en revanche, ne lui a pas dit qu'elle avait encore échoué à l'examen. Fred doit en fait aller à New York pour un concert, mais trompe son agent de concert Gwendolin et s'envole pour Salzbourg. Il est aussi heureux de lui avoir échappé, car il lui a promis le mariage, mais ne veut pas se marier. Dans l'avion, Fred rencontre Dave Berry, qui lui a déjà écrit quelques tubes. Dave décide spontanément d'accompagner Fred à Salzbourg. En ville, ils achètent tous les deux un costume juste pour s'amuser et Fred se rase même la barbe pour ne pas être reconnu. En fait, Conny ne le reconnaît même pas, alors qu'ils se trouvent justement dans le même café. Elle pense qu'elle regarde le sosie de son frère et Fred joue bien son rôle avec un dialecte profond. Il se présente à elle comme Franz Wagner et Conny lui demande de venir au pensionnat et de se faire passer pour son frère. En fait, il réussit à tromper les copines. Quand "Fred" est censé chanter, Conny passe secrètement une cassette, que l'une des filles manipule. Le mensonge est exposé et Fred, Dave et Conny s'enfuient. En chemin, Conny avoue qu'elle a échoué à l'examen et Fred abandonne spontanément sa mascarade, même si Conny avait remarqué avec le temps qu'elle avait affaire à son frère.
En route pour Munich, Fred remarque Gwendolin, qui se trouve à Salzbourg. Elle voit aussi Fred et ne croit pas non plus qu'il s'appelle Franz. Elle suit la voiture de Fred et rejoint enfin la table de Fred, Conny et Dave à Munich. Pour les convaincre de leur « authenticité », Fred et Conny entonnent une chanson folklorique bavaroise et Gwendolin est impressionné. Elle propose de signer "Franz" et Conny et de les laisser jouer ensemble. Conny est ravie, Fred lui a toujours interdit de chanter. Maintenant elle forme un groupe et rencontre le prétendu étudiant en droit Walter Spatz, qui étudie actuellement la musique. Walter est d'abord snob et rejette la musique jazz, mais au fil du temps, il s'y enthousiasme. Son père est contre l'étude de la musique, mais peut être rapidement changé lorsque Walter apprend sa liaison avec le mannequin Lilo. Elle tombe à son tour amoureuse de Dave, qui trouve enfin la bonne.
Fred se lasse du jeu de cache-cache, d'autant plus qu'il doit aussi se soucier de sa véritable carrière. Cependant, Gwendolin veut se venger de sa supercherie et prétend que Fred a depuis longtemps cessé d'être populaire auprès des femmes et qu'elle a trouvé un meilleur remplaçant avec Franz. Fred pousse maintenant les répétitions pour la comparution conjointe avec Conny, dans l'espoir de prouver à Gwendolin sur la base des réactions du public qu'il a toujours du succès. Conny apprend enfin de Gwendolin qu'elle sait depuis longtemps que Franz est Fred. Parce que Conny aimerait voir une relation entre Gwendolin et Fred, ils travaillent tous les deux ensemble et présentent à Fred un vrai sosie qui prétend être Fred. Ce n'est que lorsque Fred commence à douter de lui que Conny dissout tout. Fred est soulagé et vient chanter devant son public. Pendant que Conny et Walter s'embrassent derrière la scène, Gwendolin dans le public déballe un cadeau que Fred lui a offert avant sa performance : une bague de fiançailles.

## Fiche technique
- Titre : Si mon grand frère savait ça !
- Titre original : Wenn das mein großer Bruder wüßte
- Réalisation : Erik Ode assisté de Franz Josef Gottlieb
- Scénario : Janne Furch (de)
- Musique : Charly Niessen
- Direction artistique : Fritz Jüptner-Jonstorff, Alexander Sawczynski
- Costumes : Gerdago
- Photographie : Willi Sohm
- Son : Herbert Janeczka
- Montage : Arnfried Heyne
- Production : Karl Schwetter (de)
- Société de production : Sascha-Film, Melodie Film
- Société de distribution : Gloria Filmverleih
- Pays d'origine :  Autriche
- Langue : Allemand
- Format : Couleur - 1,37:1 - mono - 35 mm
- Genre : Musical
- Durée : 92 minutes
- Dates de sortie :
  -  Allemagne : 13 août 1959.
  -  Danemark : 2 mai 1960.
  -  France : 13 février 1963[1].

## Distribution
- Cornelia Froboess : Conny Werner
- Fred Bertelmann : Fred Carter
- Margit Saad : Gwendolin
- Peter Weck : Dave Berry
- Christiane Nielsen : Lilo Hahnemann
- Peter Vogel : Walter Spatz
- Rudolf Platte : M. Spatz
- Hilde Volk : Mme Spatz
- Gustl Weishappel (de) : Rolf
- Elisabeth Stiepl : Mme Winter
- Wolf Martini (de) : Mr. Stone
- Helga Sommerfeld : Barbara